# Liste der Monuments historiques in Champ-le-Duc
Die Liste der Monuments historiques in Champ-le-Duc führt die Monuments historiques in der französischen Gemeinde Champ-le-Duc auf.

## Liste der Immobilien
| Bezeichnung                     | Beschreibung           | Standort                 | Kennzeichnung | Schutzstatus | Datum | Bild           |
| ------------------------------- | ---------------------- | ------------------------ | ------------- | ------------ | ----- | -------------- |
| Kirche Assomption-de-Notre-Dame | ab dem 12. Jahrhundert | Place de l’Église (Lage) | PA00107102    | Classé       | 1908  | weitere Bilder |

## Liste der Objekte
| Bezeichnung                | Beschreibung                                                                                   | Standort                                      | Kennzeichnung | Schutzstatus | Datum     | Bild           |
| -------------------------- | ---------------------------------------------------------------------------------------------- | --------------------------------------------- | ------------- | ------------ | --------- | -------------- |
| Orgel                      | Ensemble aus PM88000106 und PM88001129                                                         | in der Kirche Assomption-de-Notre-Dame (Lage) | PM88001128    | Classé       | 1975 1965 |                |
| Orgelprospekt              | 1780 von Nicolas Dupont gebaut                                                                 | in der Kirche Assomption-de-Notre-Dame (Lage) | PM88000106    | Classé       | 1975      |                |
| Instrumentalteil der Orgel | 1780 von Nicolas Dupont gebaut                                                                 | in der Kirche Assomption-de-Notre-Dame (Lage) | PM88001129    | Classé       | 1965      |                |
| Hauptaltar                 | Altartisch mit Altaraufbau und Tabernakel; Holz, farbig gefasst und vergoldet, 18. Jahrhundert | in der Kirche Assomption-de-Notre-Dame (Lage) | PM88001028    | Classé       | 1840      | weitere Bilder |
| Taufbecken                 | Granit, 16. Jahrhundert                                                                        | in der Kirche Assomption-de-Notre-Dame (Lage) | PM88001027    | Classé       | 1908      | weitere Bilder |
| Beichtstuhl                | Holz, zweite Hälfte des 18. Jahrhunderts                                                       | in der Kirche Assomption-de-Notre-Dame (Lage) | PM88000107    | Classé       | 1982      |                |
| Skulptur Madonna mit Kind  | Holz, farbig gefasst, 18. Jahrhundert                                                          | in der Kirche Assomption-de-Notre-Dame (Lage) | PM88000106    | Classé       | 1982      | weitere Bilder |